# Silesia (Montana)
Silesia è un census-designated place (CDP) degli Stati Uniti d'America, situato nello stato del Montana, nella contea di Carbon.